# Бган, Ольга Павловна
О́льга Па́вловна Бган (имя при рождении Конституция; 25 ноября 1936, Кишинёв, Королевство Румыния — 1 января 1978, Москва) — советская актриса.

## Биография

### Детство и юность
Родилась 25 ноября 1936 года в Кишинёве. Родители были ярыми сторонниками коммунистической идеи и старших детей назвали Эра и Декрет. Ольга тоже сначала была Конституцией, но когда во дворе дети узнали об этом и стали кричать: «Долой Конституцию!» — родители передумали и девочка стала Олей.
В поисках лучшей жизни семья перебралась в Москву.
Ольга Бган окончила обычную столичную школу. Затем стала пробовать себя в театральных постановках. Именно опыт сценической деятельности в последующем позволил ей сниматься в кино.

### Карьера
Первой работой в кино для начинающей актрисы стала небольшая, эпизодическая роль в советской кинокартине под названием «За витриной универмага». На момент съёмок в фильме Ольге ещё не исполнилось и 19 лет. На широком экране юная артистка появилась в коротеньком эпизоде, выступив в образе покупательницы, которая приходит в универмаг вместе с героем фильма по имени Юрий, чтобы подобрать тому костюм.
Первой заметной ролью Ольги Бган в кино стала главная роль провинциальной девушки Нади Смирновой в советской драме «Человек родился» (1956, реж. Василий Ордынский). На эту роль пробовалась также Людмила Гурченко, но режиссёр фильма отдал роль Ольге Бган, а Гурченко её озвучила (что вызвало тяжёлые переживания Ольги).
Играла в МДТ имени К. С. Станиславского вместе с уже известными тогда Евгением Урбанским, Евгением Леоновым, Майей Менглет, Евгением Весником, Владимиром Кореневым. Коллегам всегда казалась замкнутой, немного даже испуганной. Затем по приглашению Екатерины Еланской перешла в Литературно-драматический театр ВТО (1976—1978 гг.). Наиболее известная роль — Маленький принц в спектакле Екатерины Еланской по одноимённой сказке Антуана де Сент-Экзюпери (1967). Ольга очень любила эту роль и каждый раз играла «на разрыв», что не могло не оставлять отзыв в сердцах зрителей — на Ольгу в роли Принца ходила вся Москва и гости столицы. С годами играть хрупкого ребёнка становилось всё сложнее, и женщина каждый раз перетягивала себя корсетами, а после спектакля всё чаще, измученная, бралась за стакан.

### Личная жизнь и последние годы
Первый муж — Юрий Сергеевич Гребенщиков (1937—1988), советский актёр театра и кино.
Второй муж (с 1968 по 1972 год) — Алексей Симонов (род. 1939), сын писателя Константина Симонова, режиссёр, правозащитник.
- Сын — Евгений Алексеевич Симонов (род. 1968), учился на биологическом факультете МГУ, окончил магистратуру Йельского университета (США) и докторантуру Северо-восточного лесного университета (КНР), где получил степень «доктор охраны природы»; эколог, координатор международной общественной организации «Реки без границ», куда входят неправительственные организации из России, Китая, Монголии и США[3]. С середины 2000-х жил в Китае и Москве, в данное время проживает с семьёй в Австралии[4]; женат на Светлане (род. 1983)
  - Внук — Даниил Евгеньевич Симонов (род. 2009)
  - Внучка — Мария Евгеньевна Симонова (род. 2012)

Третьим мужем был некий уголовник, незадолго до встречи с Ольгой вернувшийся из тюрьмы. Алексей Симонов рассказывал о нём:
«Монтёр, ни кола, ни двора. Она просто подобрала его на улице и привела к себе».
Во многом биография актрисы была окутана тайной, она мало с кем общалась и друзей не заводила. Она никого не подпускала близко к себе, и что творилось в её душе, остаётся загадкой. Такой же тайной окутана и смерть актрисы. Её близкие вспоминают, что из-за двух неудавшихся браков у Ольги наступила депрессия. Роли в фильмах и спектаклях она также не получала, ведь последняя её картина датируется 1962 годом и называется «Где-то есть сын», где она сыграла крохотную роль. Всё это привело к тому, что актриса стала злоупотреблять алкоголем, живя практически в полном одиночестве.

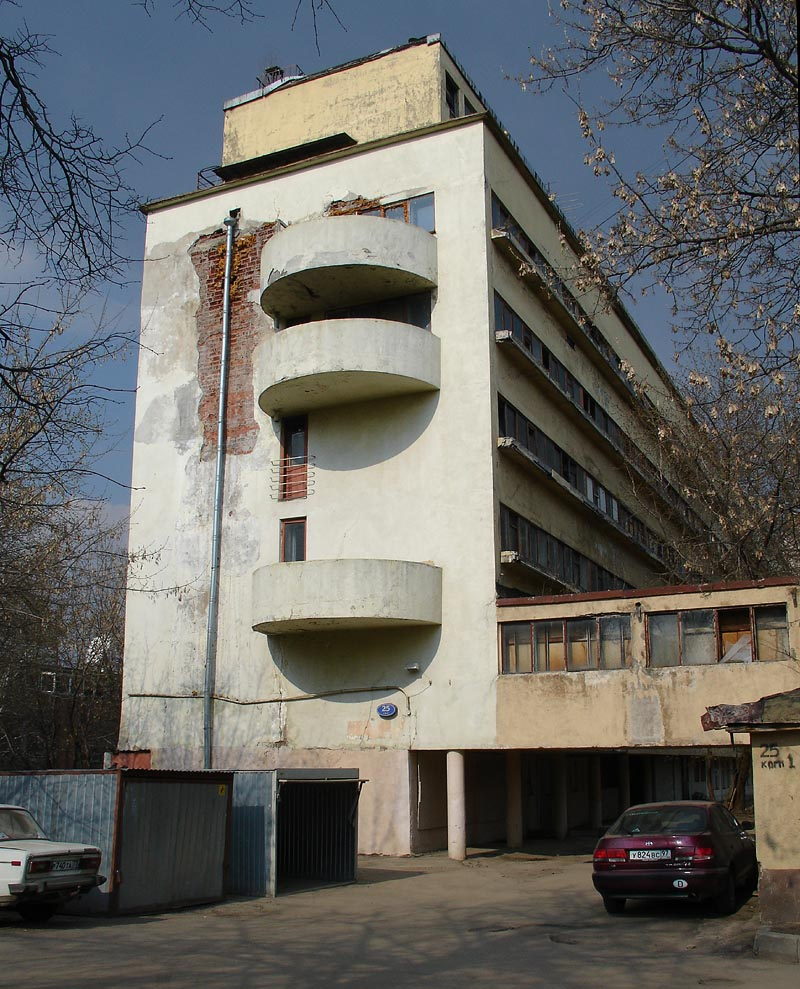
Новинский бульвар, д. 25, корп. 1

Ольга Бган умерла в новогоднюю ночь, с 31 декабря 1977 года на 1 января 1978 года, в своей квартире в Москве на Новинском бульваре, дом 25 корп. 1 (Дом наркомфина). Причиной смерти стало отравление сильнодействующим лекарством (самоубийство), официальный диагноз — сердечная недостаточность.
Похоронена актриса в Москве на Хованском кладбище (Центральном), участок № 38и.
Могила долгие годы была заброшена, родственники за ней не ухаживали со дня похорон, а не затерялась она лишь благодаря усилиям членов «Общества некрополистов», которые с большим трудом разыскали её, установили памятник и продолжают за ней ухаживать.

## Фильмография
- 1955 — За витриной универмага — покупательница (нет в титрах)
- 1956 — Человек родился — Надя Смирнова
- 1957 — Рождённые бурей — Олеся
- 1958 — Король бубён — Катя
- 1962 — Где-то есть сын — девушка на почте
- 1971 — Хозяин — Софья Плахина
- 1971 — Светлая (фильм-спектакль) — Марина
- 1974 — Маленький принц (фильм-спектакль) — Принц